# Code Hunter
Code Hunter, scritto anche C.O.D.E Hunter in copertina, Codehunter nel manuale e sottotitolato Mankinds Last Hope a video, è un videogioco a piattaforme pubblicato nel 1987 per Commodore 64 dalla Firebird, nella linea a basso costo Silver Range. Si controlla una sfera che, saltellando sulle piattaforme in un'ambientazione spaziale, deve catturare i nemici piazzando trappole. Il gioco è d'azione, ma richiede anche un approccio strategico.

## Trama
Una stazione spaziale completamente automatizzata di origini sconosciute orbita presso la Terra con intenzioni distruttive. L'unica speranza per sconfiggerla è infiltrare un robot Codehunter (lett. "Cacciacodici") nel cuore della rete di computer della stazione per decifrare i codici di disattivazione delle sue difese.

## Modalità di gioco
Code Hunter è costituito da 16 livelli bidimensionali, ciascuno composto da quattro piani di piattaforme a schermata fissa, con sfondo spaziale. Ogni piano è una riga di 9 posizioni che possono essere occupate o meno da piccole piattaforme, chiamate "noduli" nel manuale.
Il giocatore controlla un robot sferico (Codehunter) che può saltellare da un nodulo all'altro, passando a quello adiacente in orizzontale o in verticale. Se finisce su uno spazio vuoto cade giù fino al primo nodulo disponibile.
Ogni livello è popolato da robot avversari di diversi tipi, anch'essi saltellanti allo stesso modo sui noduli, seguendo schemi di movimento ripetitivi.
Il Codehunter può posizionare sui noduli, una alla volta, delle sfere animate immobili chiamate "bombe" nel manuale, sebbene non siano visibili esplosioni. Le bombe eliminano un nemico se questo ci capita sopra, oppure svaniscono se le annulla il giocatore. Solo quando la bomba precedente non c'è più se ne può piazzare un'altra.
Ogni nemico eliminato lascia al suo posto un congegno con i propri "dati", che rotea per qualche istante e poi si ferma definitivamente. Quando è fermo, il Codehunter lo può raccogliere. L'obiettivo per completare un livello è eliminare tutti i nemici e raccogliere tutti i loro dati.
In basso allo schermo è presente una barra dell'energia che si svuota gradualmente col tempo. Se si completa il livello, l'energia avanzata si converte in punteggio bonus e la barra si rinnova. Si perde una vita e si ricomincia il livello da capo se si tocca un nemico o un congegno non ancora fermo o se si termina l'energia.
Alcuni noduli hanno particolari effetti quando il Codehunter ci passa sopra, indicati da simboli:
- H: teletrasporta il Codehunter sul nodulo da cui ha iniziato il livello
- Off: teletrasporta il Codehunter su un altro nodulo etichettato On
- +E/-E: aggiunge/sottrae energia. I +E diventano -E dopo l'utilizzo
- Freccia: sposta il Codehunter di una casella nella direzione indicata
- Croce: non citata dal manuale, causa la morte immediata

## Accoglienza
All'epoca Code Hunter, tenendo conto anche che era un'edizione a basso prezzo, fu molto apprezzato per la sua elevata giocabilità dalle riviste Zzap! (voto complessivo 83%, traduzione in questo caso di Zzap!64) e Commodore User (complessivo 8/10); Zzap! era molto positiva anche nei confronti della grafica, Commodore User notava come il gioco fosse molto impegnativo.
Per Your Commodore era un "grazioso piccolo gioco", che perde un po' per la grafica e per la banalità dei livelli una volta capito il modo di superarli.
Science & Vie Micro lo giudicò "non proprio entusiasmante".